# گرهارد هرتسبرگ
گرهارت هاینریش فریدریش اوتو یولیوس هرتسبرگ (آلمانی: Gerhard Heinrich Friedrich Otto Julius Herzberg؛ ‏ تلفظ آلمانی: [ˈɡeːɐ̯haʁt]؛ ‏ ۲۵ دسامبر ۱۹۰۴ در هامبورگ - ۳ مارس ۱۹۹۹ در اتاوا) یک فیزیک‌دان و یک دانشمند شیمی فیزیک بود که و برنده جایزه نوبل شیمی شد. در آلمان به دنیا آمد و در سال ۱۹۳۵ به کانادا رفت.
هرتسبرگ بیشتر کار خود را به طیف‌نمایی مولکولی متمرکز کرد. او به خوبی توانست ساختار مولکول‌های چند اتمی و تک‌اتمی را مشخص کند که برای طیف‌نمایی نجومی بسیار کاربرد دارد.
او در بین سال‌های ۱۹۷۳ تا ۱۹۸۰ رئیس دانشگاه کارلتون در اتاوا در کانادا بود.